# 温室効果ガス排出シナリオに関する特別報告書
温室効果ガス排出シナリオに関する特別報告書（おんしつこうかガスはいしゅつシナリオにかんするとくべつほうこくしょ、Editing Special Report on Emissions Scenarios : SRES）は、気候変動に関する政府間パネル（IPCC）が2000年に発表した報告書である。

## 解説
この報告書に記載されている温室効果ガス排出シナリオは、将来起こりうる気候変動の予測に使用されている。SRESシナリオと呼ばれるこのシナリオは、2001年に発表されたIPCC第3次評価報告書（TAR）と2007年に発表されたIPCC第4次評価報告書（AR4）で使用された。SRESシナリオは、1995年のIPCC第2次評価報告書で使用されたIS92シナリオの一部を改良したものである。SRESシナリオは「ベースライン」（または「参照」）シナリオであり、温室効果ガス（GHG）排出を制限するための現在または将来の対策（例：気候変動枠組条約京都議定書）を考慮していない。
SRESシナリオの排出量予測は、科学界が開発したベースライン排出量シナリオとほぼ同じ範囲である。しかし、SRESシナリオは、起こりうる未来の全範囲を網羅しているわけではない。排出量の変化は、シナリオが示唆するよりも小さいかもしれないし、もっと大きく変化するかもしれない。
SRESについては、多くのコメントが寄せられている。SRESは「以前のシナリオから大幅に進歩した」と言われている。同時に、SRESに対する批判もある。SRESへの批判が最も大きく取り上げられたのは、参加モデルのうち1つを除くすべてが、より正しい購買力平価（PPP）アプローチではなく、市場為替レート（MER）を使って地域間の国内総生産（GDP）を比較している点である。